# امیل وراران
امیل آدولف گوستاو وراران (به فرانسوی: Émile Adolphe Gustave Verhaeren) شاعر و نمایش‌نامه نویس قرن نوزدهم میلادی اهل بلژیک بود.
- کشیش
- شامگاهان(۱۸۸۷)
- شکست‌ها (۱۸۸۸)
- سپیده‌دم (۱۸۹۸)
- فیلیپ دوم
- نیروهای مشوش (۱۹۰۲)
- ساعت‌های بعدازظهر (شامگاه) (۱۹۱۱)
- هلن اسپارتی (۱۹۱۲)
- بال‌های خونین جنگ (۱۹۱۶)
- به هنگام بدبختی
- مهربانی‌های نخستین